# Opća opasnost (album)
Opća opasnost debitanski je studijski album županjskog hard rock sastava Opća opasnost. Međutim, nikada nije bio objavljen već je bio podijeljen u lokalnim krugovima.

## Popis pjesama
1. "Opća opasnost" - 3:33
2. "Ne dirajte Županju" - 4:52
3. "Soldier of Croatia" - 2:29
4. "Himna 1. bojne" - 2:46
5. "Balada za Saleta" - 5:03
6. "Mila mati" - 3:23
7. "Vojska Ive Draufa" - 4:09
8. "Sinovi ravnice" - 6:12
9. "Jednom kad noć" - 4:07